# Anthemus affinis
Anthemus affinis är en stekelart som beskrevs av Prinsloo och Neser 1989. Anthemus affinis ingår i släktet Anthemus och familjen sköldlussteklar.
Artens utbredningsområde är Namibia. Inga underarter finns listade i Catalogue of Life.